# Инженер-прочнист
Инженер-прочнист — специалист с высшим техническим образованием, в задачи которого входит проверка конструкции (деталей, узлов, агрегатов, машин, механизмов, изделий и пр.) на прочность, устойчивость, усталость, долговечность, живучесть, пулестойкость и ресурс аналитическими, численными и натурными экспериментальными методами. Также инженер-прочнист занимается динамическими расчетами (переходные процессы, колебания и задачи на собственные значения в механике, сейсмостойкость зданий и сооружений и др.).
Инженер-прочнист-исследователь — специалист с высшим техническим образованием. Дополнительно к навыкам инженера-прочниста вырабатывает экспериментальные, аналитические и численные расчётные методики в конкретной области техники и технологии в рамках задач механики деформированного твёрдого тела.

## Должностные обязанности
- проведение силовых расчетов проектируемых конструкций и механизмов;
- проверка конструкций (машин, механизмов и пр.) на прочность, жесткость, долговечность и ресурс;
- выработка рекомендаций по выбору конструктивно-силовых схем конструкций и механизмов, конструктивных типов элементов, типов конструкционных материалов из условий обеспечения статической прочности, требуемой жесткости, долговечности и живучести;
- оформление проектной документации для допуска конструкций и механизмов к натурным испытаниям и эксплуатации;

## Специальные науки
- Сопротивление материалов
- Строительная механика
- Теория устойчивости
- Теория упругости
- Теория пластичности и ползучести
- Механика разрушения
- Теория колебаний
- Теория надежности
- Динамика машин
- Детали машин
- Теория пластин и Оболочек

## Используемые программные пакеты
- Подготовка расчётных моделей: MSC Patran, Femap, NX (UGS);
- CAE: NX Patran/Nastran, MSC Marc[англ.], MSC Adams[англ.], ANSYS, LS Dyna, Abaqus; OpenFoam
- САПР: CATIA, AutoCAD, Компас, SCAD, ЛИРА-САПР, и т. д.;
- Компьютерная алгебра: MATLAB, Mathcad.

## Московские ВУЗы, которые готовят инженеров-прочнистов
1. МАТИ (Институт информационных систем и технологий, кафедра прикладной механики)
2. МФТИ (кафедра прочности летательных аппаратов)
3. МЭИ (Кафедра робототехники, мехатроники, динамики и прочности машин (РМДПМ, иногда РМДиПМ), ЭнМИ)
4. МГУ (кафедры теории упругости, кафедра теории динамических систем, кафедра теории пластичности и др.)
5. МГТУ им. Баумана (РК-5, СМ1, СМ2, СМ13)
6. МГТУ Станкин (кафедра сопротивления материалов)
7. МГТУ «МАМИ» (кафедра сопротивления материалов)
8. РГУ нефти и газа имени  И.М. Губкина (кафедра оборудования нефтегазопереработки — сосуды и аппараты, кафедра оборудования нефтяных и газовых промыслов — динамические машины)
9. МАИ (кафедры: машиноведения и деталей машин; прочности авиационных и ракетно-космических конструкций; сопротивление материалов, динамики и прочности машин)
10. МГСУ (кафедра сопротивления материалов)

## Другие ВУЗы, которые готовят инженеров-прочнистов

### Россия
1. Новосибирский государственный технический университет (кафедра прочности летательных аппаратов)[1]
2. Брянский государственный технический университет (кафедра «Механика и Динамика и прочность машин»)[2]
3. Нижегородский государственный технический университет (кафедра «Аэрогидродинамика, прочность машин и сопротивление материалов»)
4. Пермский национальный исследовательский политехнический университет (кафедры «Вычислительная математика и механика», «Динамика и прочность машин»)[3]
5. Ивановский государственный энергетический университет (кафедра «Теоретическая и прикладная механика», направление «Механика и математическое моделирование», профиль «Экспериментальная механика и компьютерное моделирование в механике»)
6. Южно-Уральский государственный университет (кафедра «Прикладная механика, динамика и прочность машин»)
7. Комсомольский-на-Амуре государственный университет (кафедра «Механика и анализ конструкций и процессов»)
8. Санкт-Петербургский государственный морской технический университет (кафедра «Теоретической механики и сопротивления материалов» и кафедра «Строительной механики корабля»)

### Украина
1. Киевский политехнический институт (кафедра «Динамика, прочность машин и сопротивление материалов»)
2. Одесский национальный политехнический университет (Кафедра «Динамика, прочность машин и сопротивление материалов»[4] — направление 6.050501 Прикладная механика, специальность 7/8.05050101 Динамика и прочность машин).
3. Харьковский политехнический институт (кафедра «Динамика и прочность машин» — направление «Прикладная математика», специальность «Компьютерная механика»)[5]
4. Национальный аэрокосмический университет имени Н. Е. Жуковского (Кафедра прочности летательных аппаратов — направление «Прикладная механика», специальность «Динамика и прочность машин»)[6]